# Trženje
Tŕženje ali márketing je veda, ki definira ter raziskuje ciljne trge in uporabnike ter skuša z njimi vzpostavljati dobičkonosne odnose. Marketing je povezovanje proizvajalca, izdelka ali storitve z odjemalcem.
Marketing je veja več različnih skupin in poslovnih storitev.
Marketinška veda izhaja iz družbenih ved, kot so psihologija, sociologija, komunikologija in ekonomija. 
Ena prvih marketinških teorij je Kotlerjeva teorija 4P, v angleščini (product, price, placement, promotion) izdelek, cena, postavitev (na tržišče), promocija. Tržnik se mora odločiti o tem, kaj bo predmet njegovega trženja, kakšna bo cena, kje bo to prodajal, preko katerih prodajnih poti in kakšna bo promocija. Zanimiv koncept je celostni marketing, ki govori, da je marketing menjava, pri kateri obe strani pridobita. Govorimo lahko o marketinškem odnosu med fantom in punco (oba morata vlagati, da oba dobita); zemljo in človekom; študentom in profesorjem ...
Termin marketing se pogosto neupravičeno zamenjuje z oglaševanjem, promocijo, celo propagando ali reklamo. Poslovno komuniciranje je vsekakor tudi del marketinga. Podjetje mora pri svojih marketinških aktivnostih namreč analizirati svoj trenutni položaj na trgu, konkurenco, določiti ustrezno ceno svojih storitev ali izdelkov, organizirati prodajne poti, ustvariti strategijo nastopa na trgu, strategijo cen, ipd., ne pa zgolj komunikacijsko strategijo. Osnovni namen marketinga je dvigniti krivuljo povpraševanja po izdelkih oz. storitvah podjetja, posledično, dvigniti krivuljo dobička.
Trženjski splet je kombinacija instrumentov trženja, ki jo poznamo pod angleško kratico 4P (product, placement, promotion and price). V slovenščini so instrumenti trženja izdelek, prodajne cene, tržne poti in tržno komuniciranje.
Tržna raziskava tj. sistematično in znanstveno načrtovanje, zbiranje in analiziranje tržnih informacij, poročanje o rezultatih ipd. Izvaja se lahko: v podjetju (stranka v salonu izpolne vprašalnik ali pri specializiranih ustanovah za tržne raziskave. Z raziskavo trga analiziramo in opazujemo trg - postopek imenujemo diagnoza, ter poskušamo načrtovati oziroma napovedati njegov razvoj - postopek načrtovanja razvoja imenujemo prognoza. Pri analizi zbiramo podatke v določenem trenutku. Pri opazovanju trga pa zbiramo podatke dlje časa.
Raziskava trga poteka na različne načine:
1. Anketiranje (ustno, telefonsko, pisno, prek interneta)
2. Opazovanje (kupcev, kupčevega nakupa ...)
3. Poskus ali s tujko eksperiment
4. Panel

Z raziskavo trga proučujemo in raziskujemo:
1. Značilnost kupcev (spol, poklic, starost, dohodek ipd.)
2. Nakupni motivi (praktičnost, darila ipd.)
3. Odzive odjemalcev
4. Tržni delež - absolutni (v % od obsega trga) in relativni (v % od največjega konkurenta) v primerjavi z najmočnejšim konkurentom.
5. Vsoto in velikost konkurence